# Pseudophilautus asankai
Espèce
Synonymes
- Philautus asankai Manamendra-Arachchi & Pethiyagoda, 2005

Statut de conservation UICN

 EN B1ab(iii)+2ab(iii) : En danger
Pseudophilautus asankai est une espèce d'amphibiens de la famille des Rhacophoridae.

## Répartition
Cette espèce est endémique du Sri Lanka. Elle est présente dans le massif Central, entre 810 et 1 830 m d'altitude,.

## Description
Pseudophilautus asankai mesure de 19 à 24 mm pour les mâles et de 23 à 27 mm pour les femelles. Son dos est de couleur variable pouvant aller du vert pâle au crème et avec des taches claires, grises ou bleutées. Son ventre est jaune vif.

## Étymologie
Cette espèce est nommée en l'honneur d'Asanka Goonewardena.

## Publication originale
- Manamendra-Arachchi & Pethiyagoda, 2005 : The Sri Lankan shrub-frogs of the genus Philautus Gistel, 1848 (Ranidae: Rhacophorinae), with description of 27 new species. The Raffles Bulletin of Zoology, Supplement Series, no 12, p. 163-303 (texte intégral).